# Hyleorus elatus
Hyleorus elatus là một loài ruồi trong họ Tachinidae.